# Soyuz TMA-20
Soyuz ТМА-20 es un vuelo espacial tripulado a la Estación Espacial Internacional (ISS) que despegó del cosmódromo de Baikonur el 15 de diciembre de 2010 como parte de la expedición 26. Forma parte del programa Soyuz, utilizando las naves de tipo Soyuz TMA. Es la primera misión espacial del comandante Kondratyev de 41 años. Se estima el regreso de la misión el 16 de mayo de 2011

## Tripulación y misiones
| Puesto               | Miembro de la tripulación                               | Miembro de la tripulación                               |
| -------------------- | ------------------------------------------------------- | ------------------------------------------------------- |
| Comandante           | Dmitri Kondratyev, Roscosmos Expedición 26 Primer vuelo | Dmitri Kondratyev, Roscosmos Expedición 26 Primer vuelo |
| Ingeniero de Vuelo 1 | Catherine Coleman, NASA Expedición 26 Tercer vuelo      | Catherine Coleman, NASA Expedición 26 Tercer vuelo      |
| Ingeniero de Vuelo 2 | Paolo Nespoli, ESA Expedición 26 Segundo vuelo          | Paolo Nespoli, ESA Expedición 26 Segundo vuelo          |

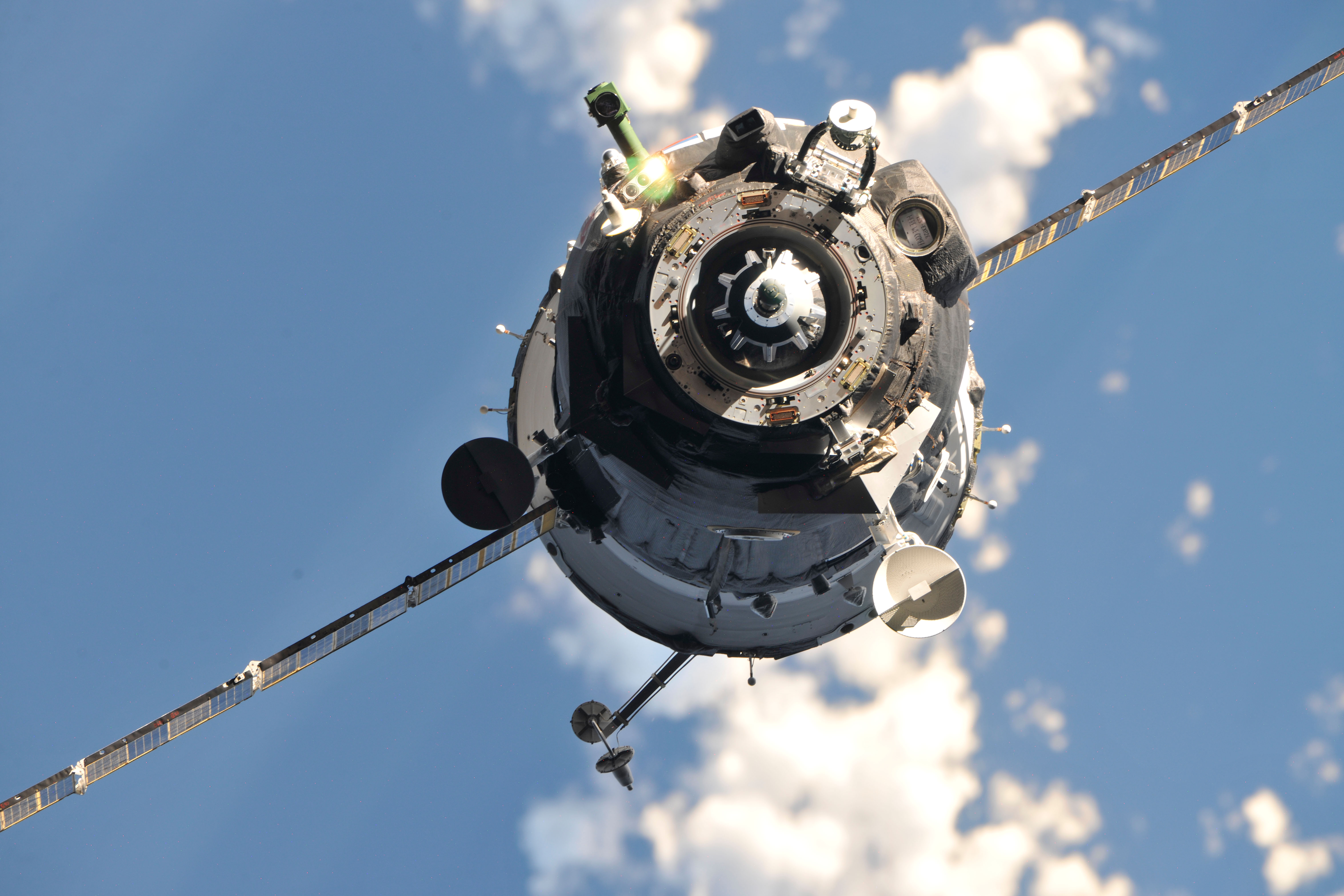
Soyuz TMA-20 aproximándose a la ISS (2011).

El apodo de la Soyuz TMA-20 para las comunicaciones es Varyag (en ruso Варяг, varegos) . 
La empresa RKK Energiya, responsable de la fabricación de las Soyuz, sustituyó en octubre el módulo de descenso (SA, Spuskaemi Apparat) por un accidente durante su traslado.
El astronauta europeo Paolo Nespoli es quizás el tripulante más alto que ha llevado una nave Soyuz, mide 188 cm. Según el presidente de RKK Energiya, Vitaly Lopota, se tuvo que construir un asiento diseñado específicamente por su altura.
La expedición 26 tiene entre otras misiones realizar una serie de experimentos científicos para la ESA, supervisar el último acoplamiento de la nave estadounidense Discovery durante la misión STS-133 y los vehículos de suministros HTV de la JAXA y ATV de la ESA. 
La nave Soyuz TMA-20 se acopló al puerto del módulo Rassvet de la ISS a las 20:12 GMT el 17 de diciembre. Mientras, la ISS atravesaba el oeste de África a una altitud de 224 millas.